# KSnapshot
KSnapshot는 KDE 데스크톱 환경에서 스크린샷을 찍을 때 사용하는 유틸리티이며 Richard J. Moore, Matthias Ettrich와 Aaron J. Seigo가 Qt와 C++를 사용해 개발했다.
KSnapshot를 사용하면 전체 화면, 선택한 범위나 한 개 창의 스크린숏을 손쉽게 만들 수 있다. 찍게 되면 사용자는 클립보드로 복사하거나 다양한 포맷으로 저장하거나, 직접 이미지 파일과 연결된 프로그램을 열 수도 있다. 스크린숏을 바로 찍을 수 있도록 단축키 기능도 제공한다.
그놈 데스크톱 환경에서는 gnome-screenshot이 제공된다.